# Wilhelm Heitmüller
 (septembre 2023).
Wilhelm Heitmüller (3 août 1869 – 29 janvier 1926) est un théologien protestant né à Döteberg, actuellement un quartier de la ville de Seelze en Allemagne.

## Biographie
Au terme de ses études de Théologie, il enseigne au Séminaire à Loccum. En 1902, il reçoit son habilitation pour l'université de Göttingen et en 1908 il devient professeur de Nouveau Testament à l'Université de Marbourg. Plus tard il est salarié de l'Université de Bonn (1920) puis de Tübingen (1924). Il meurt dans cette ville à 56 ans.
Heitmüller est un membre de l'École de l'Histoire des Religions (Religionsgeschichtliche Schule en allemand). Avec Wilhelm Bousset il est l'éditeur du journal Theologische Rundschau.

## Œuvres
- Im Namen Jesu: eine sprach- und religionsgeschichtliche Untersuchung zum Neuen Testament, speziell zur altchristlichen Taufe (In the name of Jesus: a language and religious historical inquiry into the New Testament, particularly in regards to Christian baptism), 1903.
- Taufe und Abendmahl bei Paulus (Baptism and Eucharist by St. Paul), 1903.
- Vom Glauben (Of faith), 1903, second edition 1904).
- Taufe und Abendmahl im Urchristentum (Baptism and Eucharist of the Apostolic Age), 1911.